# Грабовщина (Машевский район)

Грабовщина (укр. Грабівщина) — село,
Павловский сельский совет,
Машевский район,
Полтавская область,
Украина.
Код КОАТУУ — 5323085002. Население по переписи 2025 года составляло 0 человек.

## Географическое положение
Село Грабовщина находится на берегах реки Сухая Липянка, которая через 4 км впадает в реку Липянка,
выше по течению на расстоянии в 1 км расположено село Павловка.